# Matsloot (streek)

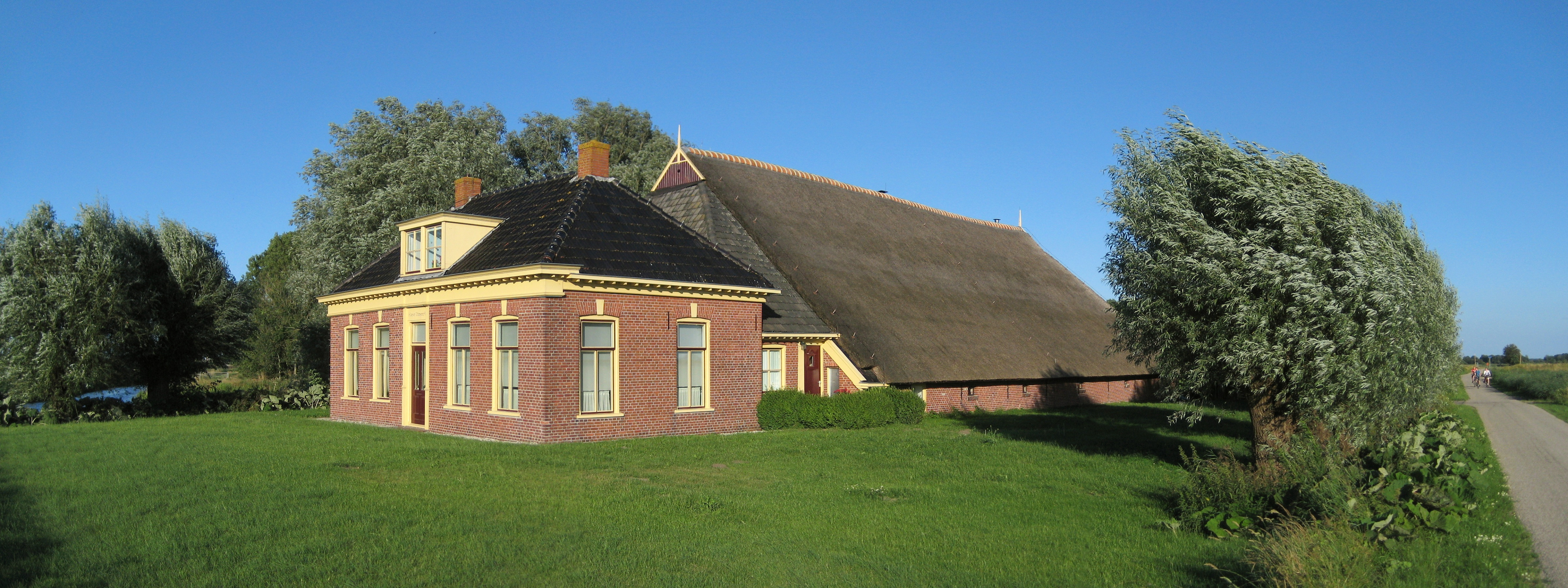
Eiteweert, een boerderij in het Drentse deel van Matsloot (2013)

(De) Matsloot is een streek, liggende deels in de gemeente Groningen en deels in de Drentse gemeente Noordenveld.
De streek is genoemd naar de in Drenthe gelegen Matsloot, een brede watergang die uitmondt in het Leekstermeer en tevens de naam van de weg die door dit gebied loopt. Mat betekent weiland (vergelijk made(lief), meden).
Het gedeelte van Matsloot ten noorden van de A7 valt onder Groningen.
Een deel van het gebied werd tussen 2009 en 2011 ingericht als industrieterrein, met als naam Westpoort.
Het gedeelte ten zuiden van de A7 valt onder Noordenveld. Hier is onder andere de bekende nightclub (seksclub) de Woeste Hoeve te vinden. Ook bevindt zich daar het pompgebouw-trafohuis Matsloot, een provinciaal monument. In het Drenthe deel ligt de buurtschap Matsloot.
Op de wierde Hoogheem had het cisterciënzer nonnenklooster Mariënkamp te Assen een uithof of voorwerk voor de berging van vee en hooi.

## Trivia
De bekende Falkplan-plattegrond van Groningen, 60e editie (2010), betitelt Matsloot-zuid als 'gemeente Leek' in plaats van Noordenveld.